# Рубитель, Екатерина Захаровна
Екатерина Захаровна Рубитель (бел. Кацярына Захараўна Рубіцель 5 декабря 1924, д. Чирвоные Застенки, Дубровенский район — 9 октября 2009) — работник сельского хозяйства, Герой Социалистического Труда (1966).

## Биография
С 1959 по 1972 годы работала звеньевой по выращиванию льна в колхозе «Прогресс». В 1965 году её звено получило по 9,4 центнера льносемени, и 10,2 — льноволокна с гектара или 2230 рублей прибыли, а всего — 22300 рублей. Этой суммы было достаточно, чтобы купить целую колонну тракторов.
Звание Героя Социалистического Труда присвоено в 1966 году. Депутат Верховного Совета БССР VII—VIII созывов. Участник ВДНХ 1967 года.

## Награды
- Герой Социалистического Труда (1966)
- Орден Ленина